# Fernando Gómez-Mont Urueta
Fernando Francisco Gómez-Mont Urueta (Ciudad de México, 11 de enero de 1963) es un político y abogado mexicano. Se desempeñó como secretario de Gobernación durante el gobierno del presidente Felipe Calderón de 2008 a 2010.

## Carrera profesional
Fernando Gómez-Mont es abogado egresado de la Escuela Libre de Derecho, proviene de una familia de amplia tradición y militancia panista, es hijo de Felipe Gómez Mont, quien fuese uno de los fundadores e ideólogos del Partido Acción Nacional, siendo el menor de sus 13 hijos; de estos hermanos, Miguel Gómez-Mont Urueta, ocupaba el cargo de Director del Fondo Nacional de Fomento al Turismo (FONATUR) desde 2006 hasta el 28 de junio de 2010; María Teresa Gómez-Mont Urueta ha sido diputada federal a la LVI Legislatura de 1994 a 1997 y a la LVIII Legislatura de 2000 a 2003; María Esperanza Gómez-Mont Urueta fue Delegada en Benito Juárez de 1995 a 1997 y María de las Mercedes Gómez-Mont Urueta es delegada del Instituto Nacional de Migración en el estado de Oaxaca; en la adolescencia fue que se incorporó a las filas del partido, época en la que ya había fallecido su padre.
Desarrolló su carrera profesional como socio del despacho jurídico "Zinzer, Esponda y Gómez-Mont" en el cual ha tomado casos como la defensa de Raúl Salinas de Gortari, Tomás Peñaloza Webb, presunto defraudador del Instituto Mexicano del Seguro Social, Rogelio Montemayor Seguy, exdirector de Petróleos Mexicanos acusado de participación en el caso denominado Pemexgate, así como la defensa de CNI Canal 40 frente a la ocupación de sus instalaciones por TV Azteca. Además de Guillermo Álvarez Cuevas en un caso de denuncia por Administración Fraudulenta por más de 400 millones de dólares dentro de la Cooperativa la Cruz Azul S.C.L.  Debido a su actividad profesional y política se le considera un político cercano al también reconocido panista Diego Fernández de Cevallos.

## Carrera política
En 1991, fue elegido diputado federal a la LV Legislatura, donde ocupó la presidencia de la Comisión de Justicia de la Cámara de Diputados; fue miembro de la Comisión Federal Electoral —antecesor del Instituto Federal Electoral (IFE)— así como el representante del Partido Acción Nacional en ambas instancias, renunciando a este cargo para dedicarse al ejercicio de su profesión de manera privada.
Fue promotor de varias Reformas Constitucionales en materia de justicia y Derechos Humanos, participó de forma activa en el proceso de reformas electorales, como el uso de la credencial electoral con fotografía, así como de la elaboración del nuevo Padrón Electoral, la creación del Instituto Federal Electoral así como del Tribunal Electoral del Poder Judicial de la Federación, participó como legislador y/o asesor directo de los procesos de las Reformas Electorales suscitadas entre 1988 y 1996. Fue asesor presidencial durante el gobierno de Ernesto Zedillo, junto a Luis Téllez (antiguo secretario de Comunicaciones y Transportes), quien fuese el jefe de asesores del Presidente, en la materia de reformas al Poder Judicial; trabajó también con el aquel entonces procurador general de la República, Antonio Lozano Gracia, en varios asuntos legales, entre los que destacan el asesinato del candidato a la presidencia Luis Donaldo Colosio y el de José Francisco Ruiz Massieu.
En febrero de 2010, renunció a su militancia en el Partido Acción Nacional. Entregó personalmente su renuncia al dirigente panista, César Nava Vázquez. En el documento manifiesta que las razones de su salida no serán reveladas por discreción profesional. La dimisión al partido se dio luego de que Gómez Mont acudió a la reunión del Comité Ejecutivo Nacional para expresar su inconformidad por la alianza electoral PAN-PRD-PT-Convergencia en las elecciones estatales de Oaxaca de 2010.
El 14 de julio de 2010 renunció a su cargo como titular de la Secretaría de Gobernación, el presidente Calderón lo sustituyó por Francisco Blake Mora.